# ماري بل واشنطن
ماري بل واشنطن (بالإنجليزية: Mary Ball Washington)‏ (مواليد 1708، توفيت 1789) وكانت والدة الرئيس الأميركي الأول جورج واشنطن.

## سيرة
ولدت ماري بل في 1708 في مقاطعة لانكستر بولاية فرجينيا، وكانت الابنة الوحيدة لجوزيف بل وزوجته الثانية. التقت أوغسطين واشنطن وتزوج عام 1730.